# ʻAbdu'l-Hamíd Ishráq-Khávari

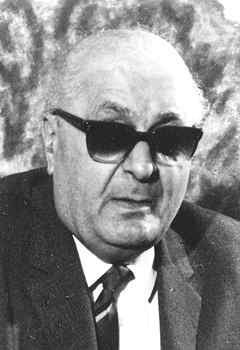
Foto

ʻAbdu'l-Hamíd Ishráq-Khávari (en persa .عبدالحمید اشراق خاوری: Mashhad, 18 de octubre de 1922 – Teherán, 5 de agosto de 1972) fue un erudito bahá'í iraní.

## Trayectoria
Enseñó en una escuela bahá’í hasta que se cerró en 1934 y compiló rezos, escritos y estudios sobre literatura Bahá'í.